# Acacia kelloggiana
Acacia kelloggiana là một loài thực vật có hoa trong họ Đậu. Loài này được A.M.Carter & Rudd miêu tả khoa học đầu tiên.